# Стефановиці (Нижньосілезьке воєводство)
Стефановиці (пол. Stefanowice) — село в Польщі, у гміні Марциновиці Свідницького повіту Нижньосілезького воєводства.
Населення — 65 осіб (2011).
У 1975-1998 роках село належало до Валбжиського воєводства.

## Демографія
Демографічна структура станом на 31 березня 2011 року:
|          | Загалом | Допрацездатний вік | Працездатний вік | Постпрацездатний вік |
| -------- | ------- | ------------------ | ---------------- | -------------------- |
| Чоловіки | 34      | 6                  | 25               | 3                    |
| Жінки    | 31      | 3                  | 24               | 4                    |
| Разом    | 65      | 9                  | 49               | 7                    |